# Drive the Boat
Drive the Boat è un singolo del rapper statunitense Pop Smoke pubblicato il 6 dicembre 2019.

## Tracce
1. Drive the Boat – 2:41